# مولا سالسا
مولا سالسا؛ آرد شور (انگلیسی: Mola salsa) در دین در روم باستان، مخلوطی از آرد درشت گندم دودانه - آسیاب شده و برشته و نمک بود که توسط باکره‌های وستال تهیه می‌شود و در هر قربانی رسمی استفاده می‌شد. قبل از قربانی شدن، روی پیشانی و بین شاخ قربانیان حیوانات و همچنین بر روی محراب و در آتش مقدس وستا پاشیده می‌شد.